# Hawker 800
O Beechcraft Hawker 800 é uma sofisticada aeronave executiva ou militar bimotor de médio porte e de alcance intercontinental, com motorização turbofan e com capacidade para transportar confortavelmente 8 ou 10 passageiros, dependendo da configuração adotada, fabricada nos Estados Unidos a partir da década de 1990 pela então Raytheon Aircraft, que utilizou como base o projeto do jato executivo bimotor BAe-125 da British Aerospace, um dos mais bem sucedidos e respeitados projetos de jatos executivos de médio porte da história da aviação, um sucesso de vendas.
A divisão de aeronaves civis da corporação gigante norte-americana Raytheon Company foi vendida na década de 2000 para os fundos de investimentos GS e Onex Partners e a aquisição incluiu a divisão Beechcraft de aeronaves executivas de pequeno e médio portes. Toda linha de jatos executivos da Raytheon também foi incluída na negociação com os fundos GS e Onex Partners.
Atualmente, o modelo Hawker 800 está sendo atualizado para a versão XPR.

## História
O robusto jato executivo Hawker 800 e seu irmão maior Hawker 1000 fazem parte de uma notável linhagem de aeronaves de alto padrão denominada Programa 125, inicialmente projetadas e desenvolvidas na década de 1960, pela então empresa britânica De Havilland (não confundir com o fabricante canadense De Havilland Canada), cujo objetivo era atender clientes de altíssimo poder aquisitivo, principalmente empresários e executivos norte-americanos e europeus que precisavam de um modelo de aeronave para viagens internacionais, porém na época de lançamento da aeronave o fabricante entendeu que só havia viabilidade técnica e econômica na Inglaterra de projetar e fabricar aeronaves executivas de médio porte com a motorização turbojato Rolls Royce Viper 522 com 3.360 libras de empuxo (cada motor). Na prática era a melhor ou uma das melhores tecnologias disponíveis na época de lançamento da aeronave.
O feliz projeto do De Havilland DH-125 foi iniciado então pela De Havilland antes do fabricante ser comprado pelo Grupo Hawker Siddeley, que por sua vez foi posteriormente estatizado pelo governo britânico e se tornou British Aerospace.

## British Aerospace BAe-125
A partir da década de 1980, a British Aerospace passou a fabricar o jato executivo de médio porte British Aerospace BAe-125, um derivado melhorado do De Havilland DH-125.
O British Aerospace BAe-125 (ou mais precisamente BAe-125-800), com motorização Garret TFE-731 com 3.700 libras de empuxo (cada motor), tem o mérito de ser o primeiro modelo desse fabricante com o conceito turbofan integrado com sucesso em jatos executivos. Isto representou um enorme salto qualitativo em relação aos modelos anteriores De Havilland DH-125 e Hawker Siddeley HS-125, com a sensível diminuição do nível de ruído na cabine de passageiros e uma significativa redução no consumo de combustível, causando uma ótima impressão em proprietários e usuários de jatos executivos que anteriormente só viajavam em jatos executivos impulsionados com os antigos motores turbojatos.
O diferencial positivo do conceito turbofan consiste na adoção da peça complementar fan fixada no eixo principal do motor a reação, dotada de palhetas de metal leve e muito resistente, que aumentam e complementam o fluxo de ar gerado pelo conjunto principal de compressores de alta e baixa pressão.

## Hawker 800

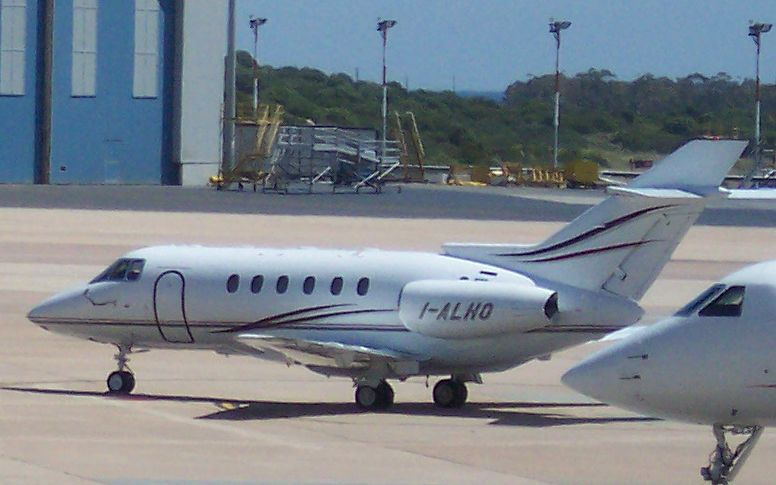
Hawker 800XP
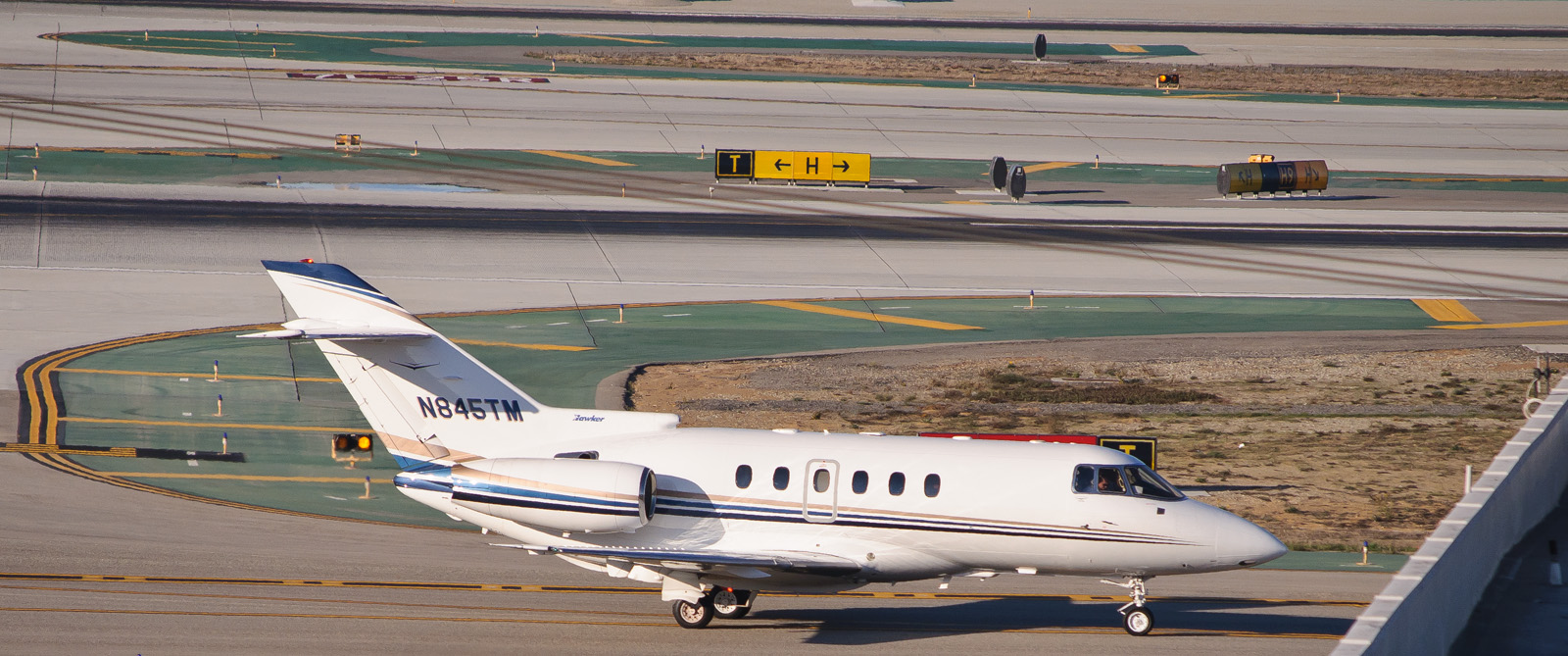
Hawker 800
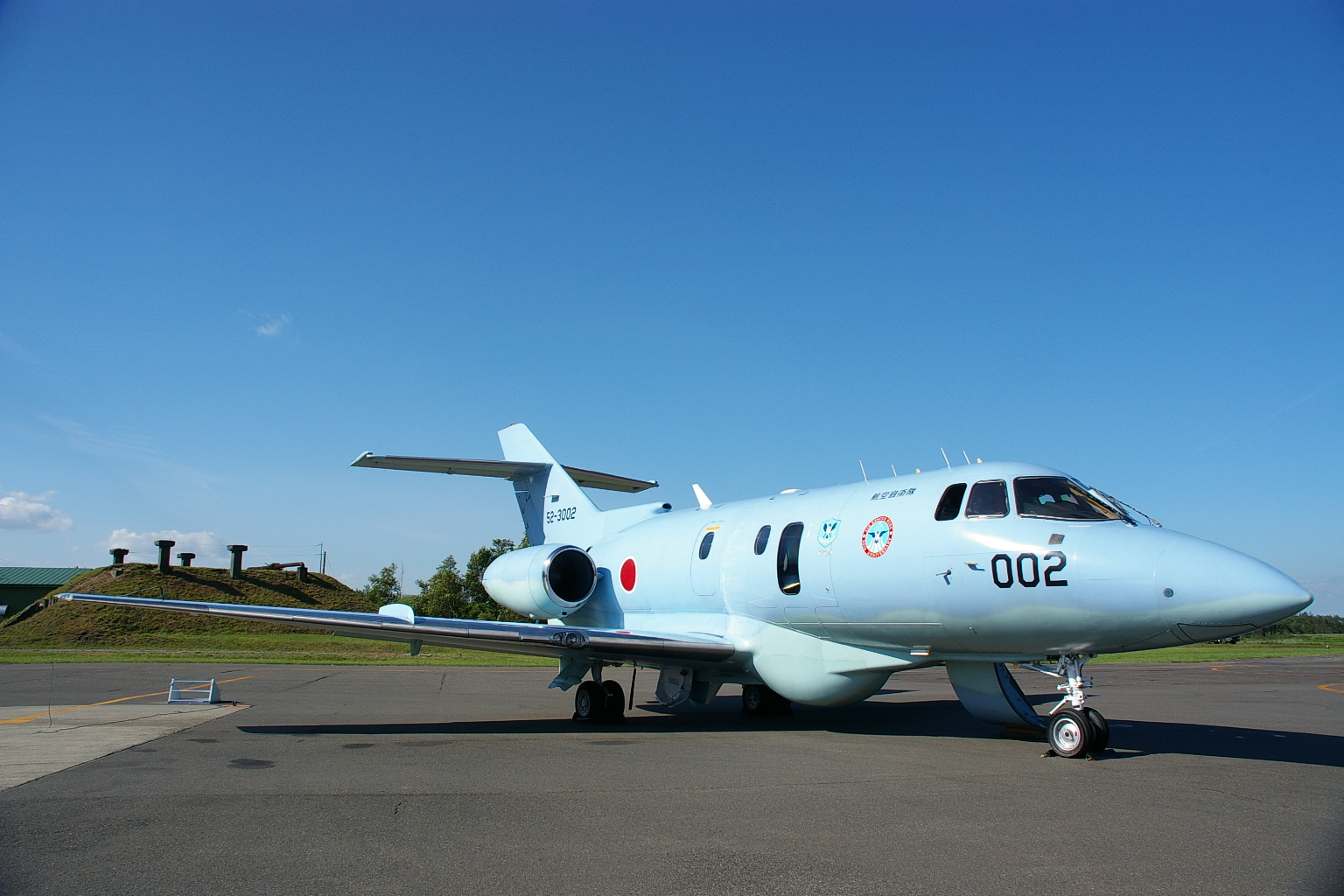
Força Aérea de Autodefesa do Japão

Na década de 1990, o jato executivo Hawker 800 e o seu derivado alongado Hawker 1000 passaram a ser produzidos nos Estados Unidos pela Raytheon Aircraft, que adquiriu o Projeto 125 para produzí-los em variadas versões.
Percebe-se numa comparação dos modelos mais antigos Havilland DH125 e Hawker Siddeley HS125 com os modelos evoluídos, melhorados e aprimorados BAe-125, Hawker 800, Hawker 750, Hawker 950, Hawker 900 e Hawker 850 um grande número de mudanças e inovações, que tornou os projetos mais recentes, como o Hawker 750, Hawker 850, Hawker 900 e Hawker 950, quase completamente novos, com design mais elegante, com asas maiores (os modelos mais recentes com winglets), motores turbofan mais eficientes e com custo de manutenção reduzido, conjuntos de aviônicos mais modernos, incluindo o EFIS (Electronic Flight Instrument System), e seção dianteira (parte da frente da fuselagem da aeronave, incluindo a cabine de pilotagem) praticamente nova.
O Hawker 800XP (a versão aprimorada do Hawker 800), e outros derivados da família Hawker, incluindo o Hawker 950, Hawker 850 e Hawker 750, foram fabricados pela Hawker Beechcraft até alguns anos atrás. Eles são o resultado de anos seguidos de investimentos da Raytheon (na década de 1990) e da Hawker Beechcraft (na década de 2000) em pesquisa e desenvolvimento para aperfeiçoamento do projeto.
O jato executivo Hawker 800 compete diretamente com os sofisticados jatos executivos Cessna Citation X, Gulfstream G100 e Gulfstream G150, Cessna Citation Sovereign, Gulfstream G200, Embraer Legacy 600, Citation Longitude, Bombardier Challenger 300 e Citation Excel.
A Beechcraft oferece ao seu exigente cliente de altíssimo poder aquisitivo as aeronaves da família Hawker com o que existe de mais avançado em aviônicos e itens de conforto, como um toalete para tripulantes e passageiros, acesso via satélite a Internet, telefone por satélite, fax, forno de microondas, forno elétrico, refrigerador para bebidas, cd player e DVD player, guarda-roupas compacto, etc.
Todas essas facilidades e conveniências podem ser utilizadas e acessadas por tempo indeterminado e com a aeronave ainda no solo, com os motores desligados, incluindo o sistema de ar-condicionado alimentado pela eletricidade gerada pela APU (Auxiliary Power Unit), uma unidade independente fornecedora de energia.
Durante mais de 50 anos, todo o Projeto 125, incluindo todas as versões antigas De Havilland DH125 e Hawker Siddeley HS125, e, posteriormente, as versões evoluídas, melhoradas e aperfeiçadas fabricadas pela British Aerospace, Raytheon Aircraft e, finalmente, pela Hawker Beechcraft Corporation, foi um grande sucesso de vendas, com mais de 1.000 unidades vendidas, devido a uma combinação de fatores como ótimo espaço interno para 8 ou 10 passageiros, boa velocidade de cruzeiro (modelos turbojato) e ótima velocidade de cruzeiro (modelos turbofan), e alcance suficiente para viagens internacionais transoceânicas, com escalas para reabastecimento, entre Estados Unidos e Europa, entre Estados Unidos e América do Sul, entre America do Sul e Europa, e outras rotas internacionais no Oriente Médio, na Africa, na Asia e na Oceania.

## No Brasil
A Força Aérea Brasileira adquiriu cinco aeronaves HS.125-300B em 1968, estas aeronaves seriam utilizadas para o transporte de autoridades no Grupo de Transporte Especial. Estas foram designadas VU-93.
Em 1970, foi recebida mais uma aeronave do mesmo modelo para a função de calibragem dos equipamentos das bases aéreas e aeroportos, por isso recebeu a designação EU-93. Esta aeronave foi integrada ao Grupo Especial de Inspeção de Voo. Quatro aeronaves HS.125-400B foram recebidas em 1973 para o transporte VIP.
Em 1975, mais um HS.125-400B foi recebido para calibragem de equipamentos e integrado ao GEIV. A partir de 1983 outros três HS.125-400B foram integrados ao GTE.
Duas aeronaves foram transferidas para o Centro Tecnológico da Aeronáutica para atuar em ensaios em voo, estas foram redesignadas XU-93. Estas aeronaves realizaram ensaios relativos ao desenvolvimento do caça AMX.
Uma aeronave HS.125-400A foi recebida em 1998.
Quatro aeronaves Hawker 800XP foram adquiridas e integradas ao GEIV no final dos anos 1990.
Em janeiro de 2007, as aeronaves HS.125 restantes do GTE foram transferidas. Basicamente, operarão apenas em ensaios em voo no CTA, são três HS.125-400 ao todo. As aeronaves Hawker 800XP são consideradas novas e modernas, possuem sofisticados equipamentos embarcados e ainda servirão ao GEIV por um longo período.
Em setembro de 2009, a FAB doou ao Museu Asas de um Sonho de São Carlos o modelo que estava exposto no Segundo Comando Aéreo Regional (II COMAR) no PAMARF1 desde 5 de novembro de 2008, a aeronave foi embarcada em uma carreta e levada ao museuem setembro de 2009, e exposto a partir de 26 de fevereiro de 2013.

## Ficha técnica
Hawker 800XP
- Capacidade: 8 ou 10 passageiros;
- Tripulação: 1 piloto e 1 co-piloto;
- Motorização (potência): 2 X Honeywell TFE-731 (4.660 libras / cada);
- Comprimento: Aprox. 15,6 metros;
- Envergadura: Aprox. 15,6 metros;
- Altura: Aprox. 5,6 metros;
- Pista de pouso: Aprox. 1.850 metros (lotado / dias quentes / tanques cheios);
- Teto de serviço: Aprox. 12.500 metros;
- Peso máximo decolagem: Aprox. 12.700 kg;
- Velocidade de cruzeiro: Aprox. 830 km / h;
- Consumo médio (QAV): Aprox. 980 litros / hora (lotado / 75% potência);
- Consumo médio (QAV): Aprox. 0,12 litro / passageiro / km voado;
- Alcance: Aprox. 4.300 quilômetros (lotado / 75% potência / com reservas);
- Preço (800XP): Aprox. US$ 3,5 milhões (usado / bom estado de conservação);
- Preço (800): Aprox. US$ 2,5 milhões (usado / bom estado de conservação);

Hawker 750
- Capacidade: 8 ou 10 passageiros;
- Tripulação: 1 piloto e 1 co-piloto;
- Motorização (potência): 2 X Honeywell TFE-731
- Comprimento: Aprox. 15,6 metros;
- Envergadura: Aprox. 15,6 metros;
- Altura: Aprox. 5,6 metros;
- Pista de pouso: Aprox. 1.850 metros (lotado / dias quentes / tanques cheios);
- Teto de serviço: Aprox. 12.500 metros;
- Velocidade de cruzeiro: Aprox. 830 km / h;
- Alcance: Aprox. 3.700 quilômetros (lotado / 75% potência / com reservas);

Hawker 950
- Capacidade: 8 ou 10 passageiros;
- Tripulação: 1 piloto e 1 co-piloto;
- Motorização (potência): 2 X Honeywell TFE-731
- Comprimento: Aprox. 15,6 metros;
- Envergadura: Aprox. 15,6 metros;
- Altura: Aprox. 5,6 metros;
- Pista de pouso: Aprox. 1.850 metros (lotado / dias quentes / tanques cheios);
- Velocidade de cruzeiro: Aprox. 850 km / h;